# Colatina
Colatina város Brazíliában, Espírito Santo államban. Lakosainak száma 120 033 fő (2022). Colatina Pancas, São Roque do Canaã, Marilândia, Governador Lindenberg, Baixo Guandu, Itaguaçu, João Neiva, Linhares és São Domingos do Norte községekkel határos.

## Népesség
A település népességének változása:
| Lakosok száma | 112 711 | 111 788 | 120 033 |
|               | 2000    | 2010    | 2022    |